# Institut Neerlandès de Documentació de la Guerra
L'Institut Neerlandès d'estudis de la Guerra, l'Holocaust i els Genocidis o NIOD és un institut de recerca amb la seu a Amsterdam, Països Baixos, que va ser fundat el 8 de maig de 1945, poc temps després de l’alliberació, en reconeixement de la importància històrica del període de l’ocupació. El NIOD administra els arxius de l’ocupació alemanya dels Països Baixos i de l’ocupació japonesa de les Índies Orientals Neerlandeses (Indonèsia). Des del 1999, aquest institut forma part de la Reial Acadèmia de Ciències dels Països Baixos i té com a objectius fonamentals: -catalogar, conservar i facilitar l’accés als seus arxius i col·leccions; -fer investigacions i publicar-ne els resultats; -donar informació a les institucions públiques o persones privades que la requereixin.
L’Alemanya nazi va començar la invasió dels Països Baixos el 10 de maig de l’any 1940 i el país va capitular al cap d’una setmana. La destrucció de la ciutat de Rotterdam pels bombardejos alemanys va obligar el govern neerlandès a rendir-se per evitar que altres ciutats també fossin destruïdes. Amb l’ocupació alemanya el govern es va exiliar a Londres, la família reial al Canadà i al voltant de 100.000 jueus neerlandesos foren portats a camps de concentració nazis. Durant aquest període d’ocupació, el març de 1942, els Països Baixos també van perdre la colònia de les Índies Orientals Neerlandeses, que va caure en mans dels japonesos. No va ser fins l’any 1945 que les forces aliades van poder alliberar la major part del país i acabar amb l’ocupació alemanya.